# Kay Nambiar
Pour les articles homonymes, voir Nambiar.
 (décembre 2020).
Kay Nambiar, né le 20 juin 1983 à Amsterdam aux Pays-Bas, est un présentateur de télévision, musicien et mannequin néerlandais. Sa mère est néerlandaise et son père est américain.
En 2008, il s'est classé dans le top 10 avec le groupe Valerius. Nambiar est le visage de MTV Pays-Bas depuis 2014. Il a notamment remis les MTV Awards.